# العلاقات الغابونية الإسبانية
العلاقات الغابونية الإسبانية هي العلاقات الثنائية التي تجمع بين الغابون وإسبانيا.

## مقارنة بين البلدين
هذه مقارنة عامة ومرجعية للدولتين:
| وجه المقارنة                                              | الغابون                        | إسبانيا                                                                             |
| --------------------------------------------------------- | ------------------------------ | ----------------------------------------------------------------------------------- |
| المساحة (كم2)                                             | 267.67 ألف                     | 505.99 ألف                                                                          |
| عدد السكان (نسمة)                                         | 2.03 مليون                     | 46.73 مليون                                                                         |
| الكثافة السكانية (ن./كم²)                                 | 7.58                           | 92.35                                                                               |
| العاصمة                                                   | ليبرفيل                        | مدريد                                                                               |
| اللغة الرسمية                                             | لغة فرنسية                     | اللغة الإسبانية، اللغة الغاليسية، لغة بشكنشية، اللغة الكتالونية، اللغة الأوكسيتانية |
| العملة                                                    | فرنك وسط أفريقي                | يورو، بيزيتا إسبانية                                                                |
| الناتج المحلي الإجمالي (بليون دولار)                      | 14.62 مليار                    | 1.31 تريليون                                                                        |
| الناتج المحلي الإجمالي (تعادل القوة الشرائية) بليون دولار | 34.65 مليار                    | 1.77 تريليون                                                                        |
| الناتج المحلي الإجمالي الاسمي للفرد دولار أمريكي          | 8.27 ألف                       | 28.16 ألف                                                                           |
| الناتج المحلي الإجمالي للفرد دولار أمريكي                 | 19.43 ألف                      | 38.00 ألف                                                                           |
| مؤشر التنمية البشرية                                      | 0.684                          | 0.876                                                                               |
| رمز المكالمات الدولي                                      | +241                           | +34                                                                                 |
| رمز الإنترنت                                              | .ga                            | .es                                                                                 |
| المنطقة الزمنية                                           | ت ع م+01:00، توقيت غرب أفريقيا | ت ع م+01:00، ت ع م+02:00                                                            |

## منظمات دولية مشتركة
يشترك البلدان في عضوية مجموعة من المنظمات الدولية، منها:
| علم المنظمة | اسم المنظمة                               | تاريخ انضمام الغابون | تاريخ انضمام إسبانيا |
| ----------- | ----------------------------------------- | -------------------- | -------------------- |
|             | يونسكو                                    | 16 نوفمبر 1960       | 30 يناير 1953        |
|             | الفريق المعني برصد الأرض                  | ?                    | ?                    |
|             | مؤسسة التمويل الدولية                     | 20 أكتوبر 1970       | 24 مارس 1960         |
|             | المركز الدولي لتسوية المنازعات الاستشارية | 14 أكتوبر 1966       | 17 سبتمبر 1994       |
|             | منظمة حظر الأسلحة الكيميائية              | ?                    | ?                    |
|             | مؤسسة التنمية الدولية                     | 4 نوفمبر 1963        | 18 أكتوبر 1960       |
|             | منظمة التجارة العالمية                    | ?                    | ?                    |
|             | وكالة ضمان الاستثمار متعدد الأطراف        | 26 مارس 2003         | 29 أبريل 1988        |
|             | الاتحاد البريدي العالمي                   | ?                    | ?                    |
|             | الاتحاد الدولي للاتصالات                  | 28 ديسمبر 1960       | 1866                 |
|             | منظمة الشرطة الجنائية الدولية             | ?                    | ?                    |
|             | الأمم المتحدة                             | 20 سبتمبر 1960       | 14 ديسمبر 1955       |
|             | البنك الدولي للإنشاء والتعمير             | 10 سبتمبر 1963       | 15 سبتمبر 1958       |
|             | البنك الإفريقي للتنمية                    | ?                    | ?                    |

## أعلام
هذه قائمة لبعض الشخصيات التي تربطها علاقات بالبلدين:
- بيدرو أوبيانغ (لاعب كرة قدم إسباني، 27 مارس 1992[22] – )
- بيير إيميريك أوباميانغ (لاعب كرة قدم غابوني، 18 يونيو 1989[23] – )

## وصلات خارجية
- موقع وزارة الخارجية الإسبانية